# Cayley (Alberta)

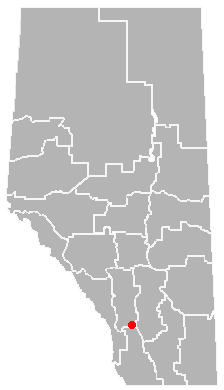

Cayley est un hameau (hamlet) de Foothills No 31, situé dans la province canadienne d'Alberta.

## Démographie
En tant que localité désignée dans le recensement de 2011, Cayley a une population de 265 habitants dans 97 de ses 104 logements, soit une variation de -18.5% avec la population de 2006. Avec une superficie de 0,538 7 km2, le hameau possède une densité de population de 491,925 0 hab/km2 en 2011.
Concernant le recensement de 2006, Cayley abritait 325 habitants dans 123 de ses 133 logements. Avec une superficie de 0,538 7 km2, le hameau possédait une densité de population de 603,3 hab/km2 en 2006.